# Пионерский (Самарская область)
Пионе́рский — посёлок в Шигонском районе Самарской области. Административный центр сельского поселения Пионерский.

## История
В 1973 году указом Президиума Верховного Совета РСФСР посёлок совхоза «Пионер», участок № 1 переименован в Пионерский.

## Население
| 2010 |
| ---- |
| 1150 |

## Улицы
| - ул. Гагарина, - ул. Дачная, - ул. Кооперативная, - ул. Мира, | - ул. Молодёжная, - ул. Ново-Пионерская, - ул. Победы, - ул. Полевая, | - ул. Революционная, - ул. Садовая, - ул. Советская, - ул. Спортивная. |